# اعتدال خريفي
| يوم وزمان (UT) اعتدالان وانقلابان على الأرض | يوم وزمان (UT) اعتدالان وانقلابان على الأرض | يوم وزمان (UT) اعتدالان وانقلابان على الأرض | يوم وزمان (UT) اعتدالان وانقلابان على الأرض | يوم وزمان (UT) اعتدالان وانقلابان على الأرض | يوم وزمان (UT) اعتدالان وانقلابان على الأرض | يوم وزمان (UT) اعتدالان وانقلابان على الأرض | يوم وزمان (UT) اعتدالان وانقلابان على الأرض | يوم وزمان (UT) اعتدالان وانقلابان على الأرض |
| زمان                                        | الاعتدال الربيعي                            | الاعتدال الربيعي                            | الانقلاب الصيفي                             | الانقلاب الصيفي                             | الاعتدال الخريفي                            | الاعتدال الخريفي                            | الانقلاب الشتوي                             | الانقلاب الشتوي                             |
| شهر                                         | مارس                                        | مارس                                        | يونيو                                       | يونيو                                       | سبتمبر                                      | سبتمبر                                      | ديسمبر                                      | ديسمبر                                      |
| سنة                                         |                                             |                                             |                                             |                                             |                                             |                                             |                                             |                                             |
| سنة                                         | يوم                                         | ساعة                                        | يوم                                         | ساعة                                        | يوم                                         | ساعة                                        | يوم                                         | ساعة                                        |
| ------------------------------------------- | ------------------------------------------- | ------------------------------------------- | ------------------------------------------- | ------------------------------------------- | ------------------------------------------- | ------------------------------------------- | ------------------------------------------- | ------------------------------------------- |
| 2017                                        | 20                                          | 10:28:38                                    | 21                                          | 04:24:09                                    | 22                                          | 20:02:48                                    | 21                                          | 16:28:57                                    |
| 2018                                        | 20                                          | 16:15:27                                    | 21                                          | 10:07:18                                    | 23                                          | 01:54:05                                    | 21                                          | 22:23:44                                    |
| 2019                                        | 20                                          | 21:58:25                                    | 21                                          | 15:54:14                                    | 23                                          | 07:50:10                                    | 22                                          | 04:19:25                                    |
| 2020                                        | 20                                          | 03:50:36                                    | 20                                          | 21:44:40                                    | 22                                          | 13:31:38                                    | 21                                          | 10:02:19                                    |
| 2021                                        | 20                                          | 09:37:27                                    | 21                                          | 03:32:08                                    | 22                                          | 19:21:03                                    | 21                                          | 15:59:16                                    |
| 2022                                        | 20                                          | 15:33:23                                    | 21                                          | 09:13:49                                    | 23                                          | 01:03:40                                    | 21                                          | 21:48:10                                    |
| 2023                                        | 20                                          | 21:24:24                                    | 21                                          | 14:57:47                                    | 23                                          | 06:49:56                                    | 22                                          | 03:27:19                                    |
| 2024                                        | 20                                          | 03:06:21                                    | 20                                          | 20:50:56                                    | 22                                          | 12:43:36                                    | 21                                          | 09:20:30                                    |
| 2025                                        | 20                                          | 09:01:25                                    | 21                                          | 02:42:11                                    | 22                                          | 18:19:16                                    | 21                                          | 15:03:01                                    |
| 2026                                        | 20                                          | 14:45:53                                    | 21                                          | 08:24:26                                    | 23                                          | 00:05:08                                    | 21                                          | 20:50:09                                    |
| 2027                                        | 20                                          | 20:24:36                                    | 21                                          | 14:10:45                                    | 23                                          | 06:01:38                                    | 22                                          | 02:42:04                                    |
|                                             | مارس                                        | مارس                                        | يونيو                                       | يونيو                                       | سبتمبر                                      | سبتمبر                                      | ديسمبر                                      | ديسمبر                                      |

الاعتدال الخريفي هو اعتدال يحصل عادة إما يوم 20، 21، 22 أو 23 سبتمبر/أيلول، وتكون الشمس في هذا اليوم منطبقة تماما على خط الاستواء قادمة من نصفها الشمالي الذي يضم أوروبا وآسيا وأمريكا الشمالية والقطب الشمالي نحو النصف الجنوبي من الأرض والذي يضم أستراليا ونصف أفريقيا وأمريكا الجنوبية وبعضا من شبه القارة الهندية.

## الحدث
يتساوى الليل والنهار تماما يوم الاعتدال الخريفي وكذلك يعلن هذا اليوم بدء فصل الخريف في النصف الشمالي من الكرة الارضية، واستهلال فصل الربيع في النصف الجنوبي ومما يلفت النظر في هذا اليوم أن الشمس تشرق في ذلك اليوم عند الدرجة 90 تماماً وهو ما يعد مهماً بالنسبة إلى من يرغبون في التعرف على نقطة الشرق بدقة. وفي ذلك اليوم أيضا تغرب الشمس تماما في نقطة الغرب الحقيقية.

## حركة النجوم

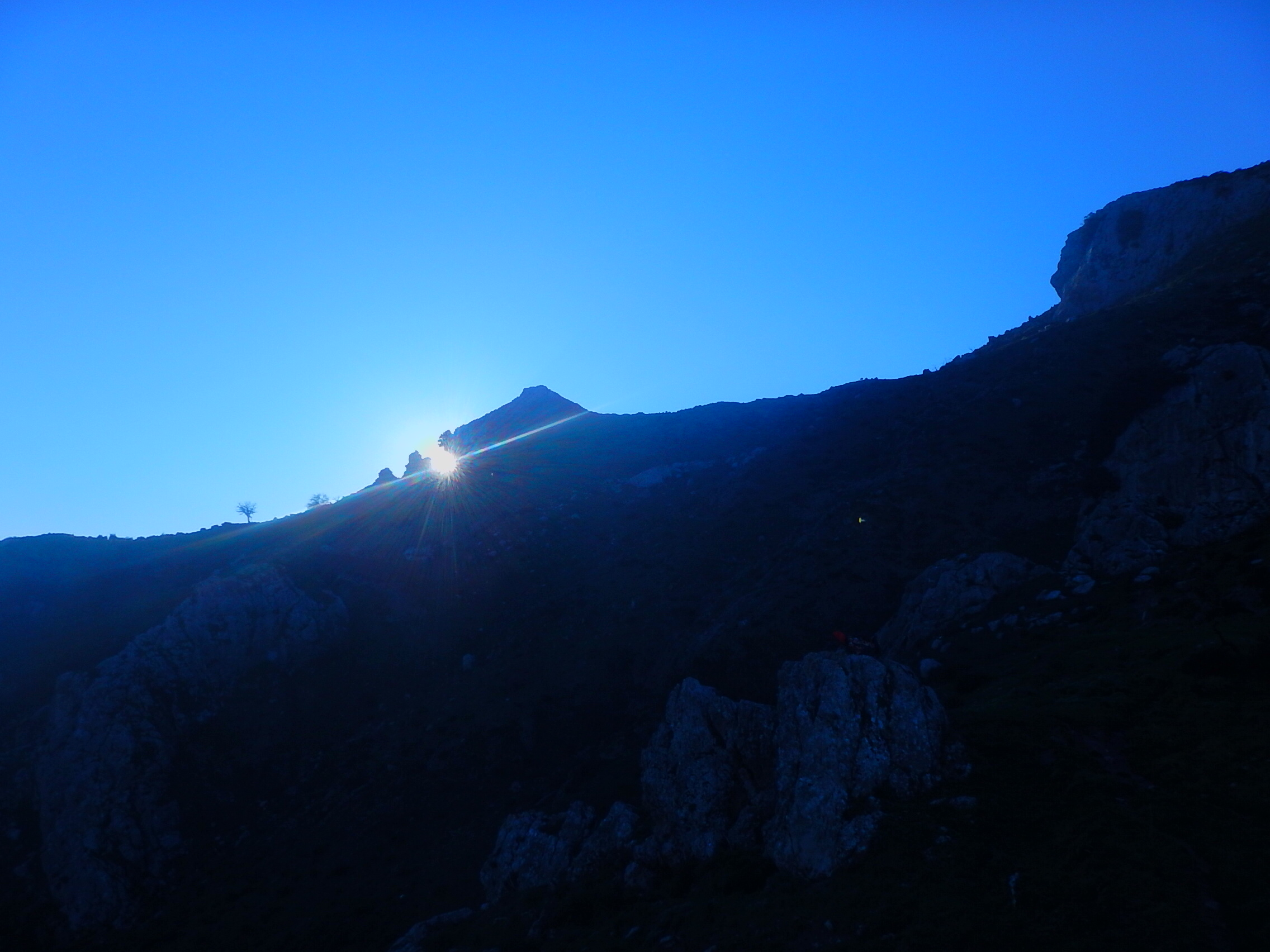
غروب الشمس عند الاعتدال الربيعي من موقع بيزو فينتو في فونداكيلي فانتينا، صقلية